# 山梨県の図書館一覧

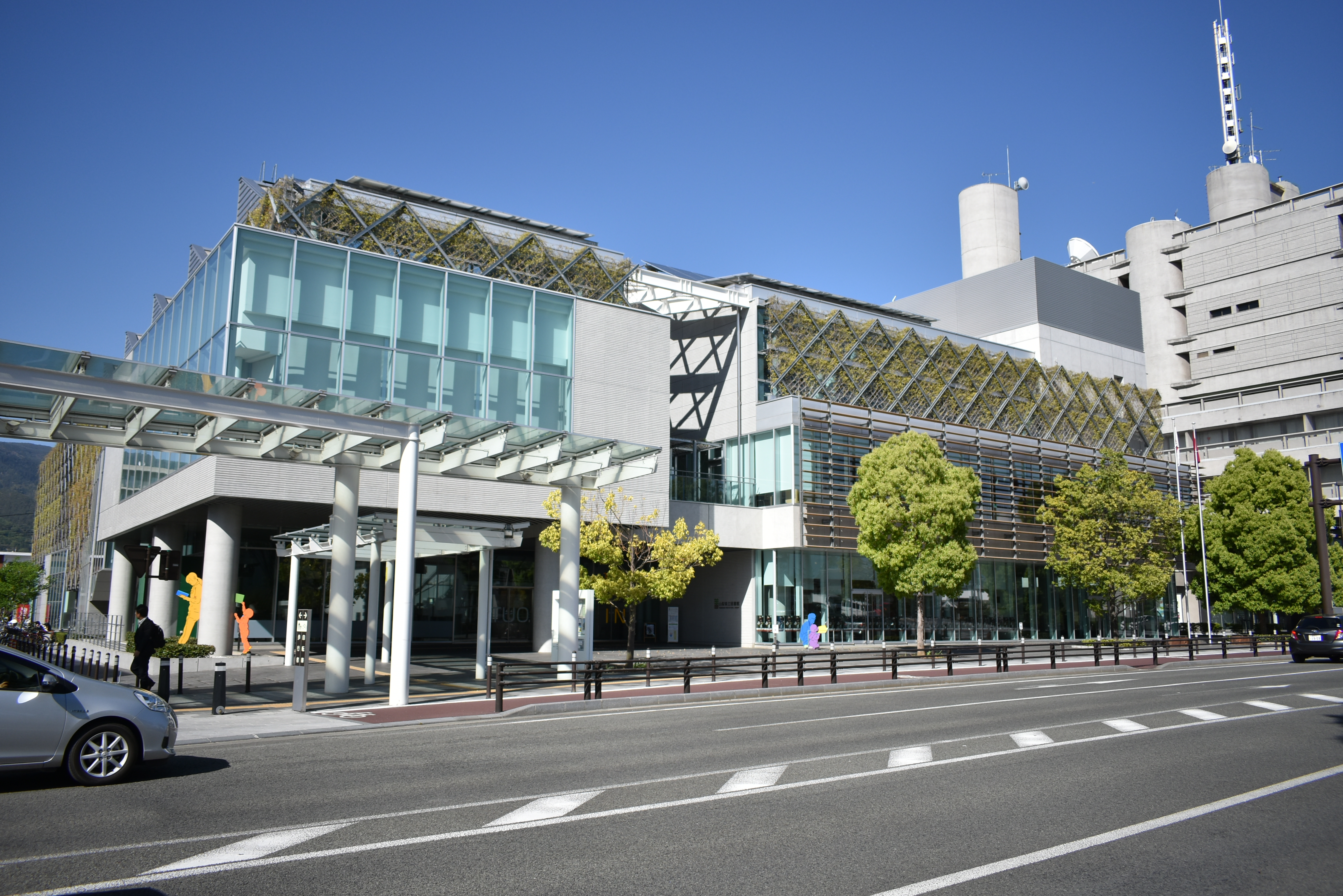
山梨県立図書館

山梨県の図書館一覧（やまなしけんのとしょかんいちらん）は、山梨県にある公共図書館の一覧である。

## 県立図書館
- 山梨県立図書館

## 市町村立図書館

### 国中地方

#### 峡中

甲府市立図書館

- 甲府市立図書館
- 甲斐市立図書館
  - 甲斐市立竜王図書館
  - 甲斐市立敷島図書館
  - 甲斐市立双葉図書館
- 中央市立図書館
  - 中央市立玉穂生涯学習館
  - 中央市立田富図書館
  - 中央市立豊富図書館（分館）
- 昭和町立図書館

#### 峡北

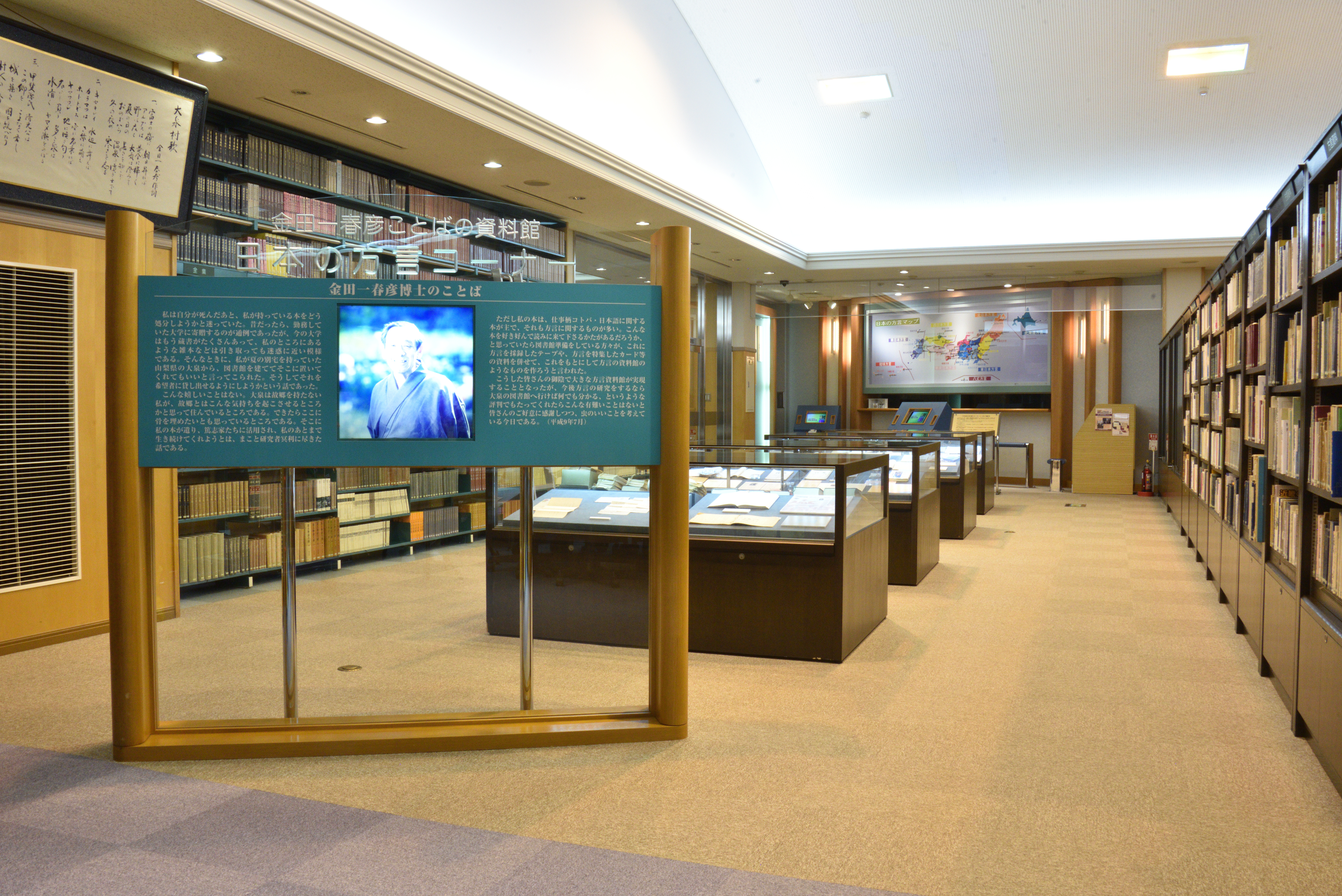
北杜市金田一春彦記念図書館

- 北杜市図書館
  - 北杜市すたま森の図書館
  - 北杜市明野図書館
  - 北杜市たかね図書館
  - 北杜市ながさか図書館
  - 北杜市金田一春彦記念図書館
  - 北杜市小淵沢図書館
  - 北杜市ライブラリーはくしゅう
  - 北杜市むかわ図書館
- 韮崎市立大村記念図書館

#### 峡西
- 南アルプス市立図書館
  - 南アルプス市立櫛形図書館
    - 南アルプス市立櫛形図書館芦安分館

  - 南アルプス市立白根桃源図書館
  - 南アルプス市立八田ふれあい図書館
  - 南アルプス市立わかくさ図書館
  - 南アルプス市立甲西図書館

#### 峡東

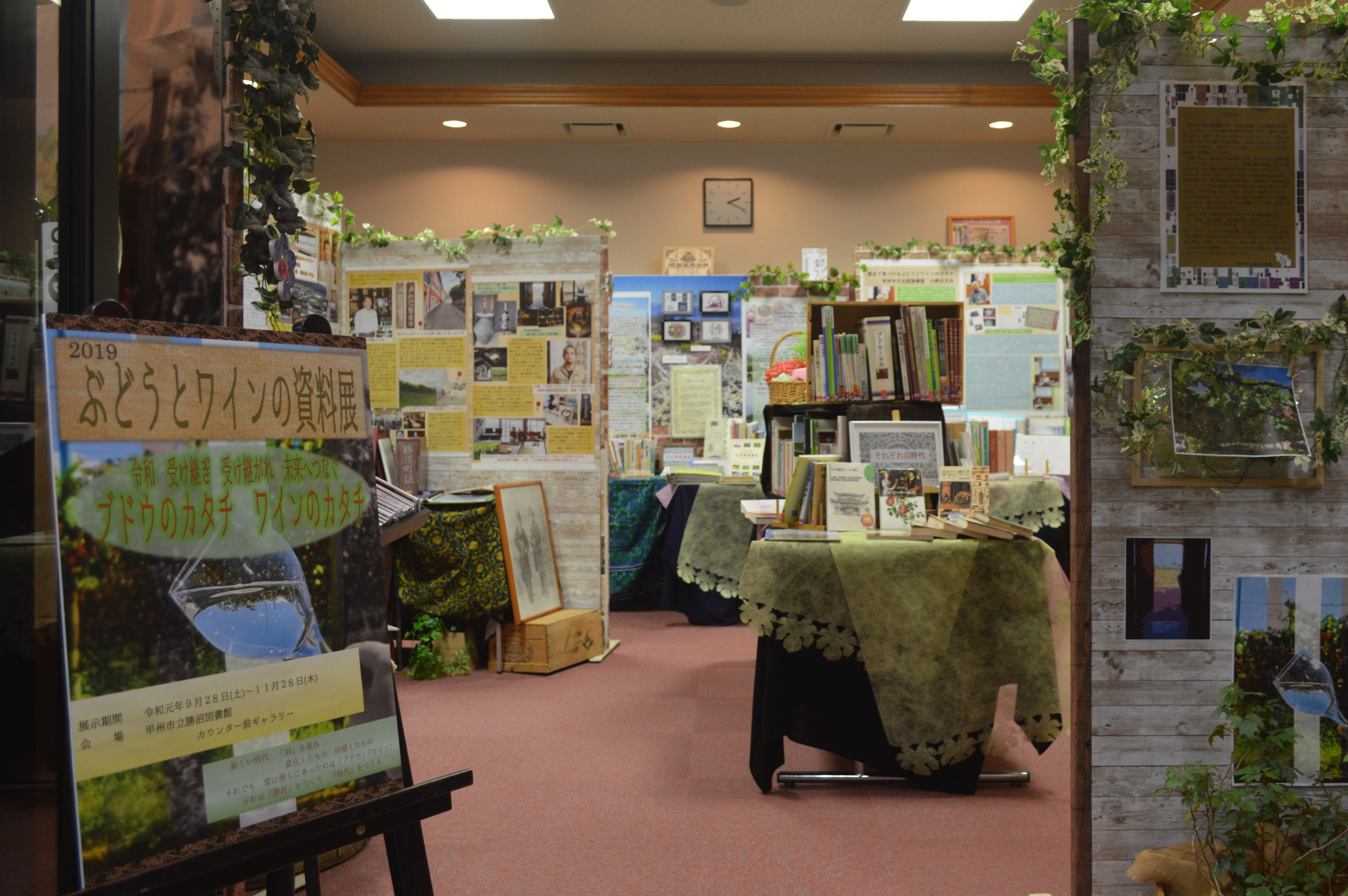
甲州市立勝沼図書館

- 笛吹市立図書館
  - 笛吹市石和図書館
  - 笛吹市一宮図書館
  - 笛吹市春日居ふるさと図書館
  - 笛吹市八代図書館
  - 笛吹市境川図書室
  - 笛吹市御坂図書館
- 山梨市立図書館
- 甲州市立図書館
  - 甲州市立勝沼図書館
  - 甲州市立塩山図書館 
    - 甲州市立塩山図書館分館

  - 甲州市立大和図書館

#### 峡南
- 身延町立図書館
  - 身延町中富総合会館図書室
- 南部町立南部図書館
- 南部町立富沢図書館
- 富士川町民図書館
- 市川三郷町立図書館
  - 市川三郷町立図書館三珠分館
  - 市川三郷町立図書館六郷分館

### 郡内地方

#### 東部

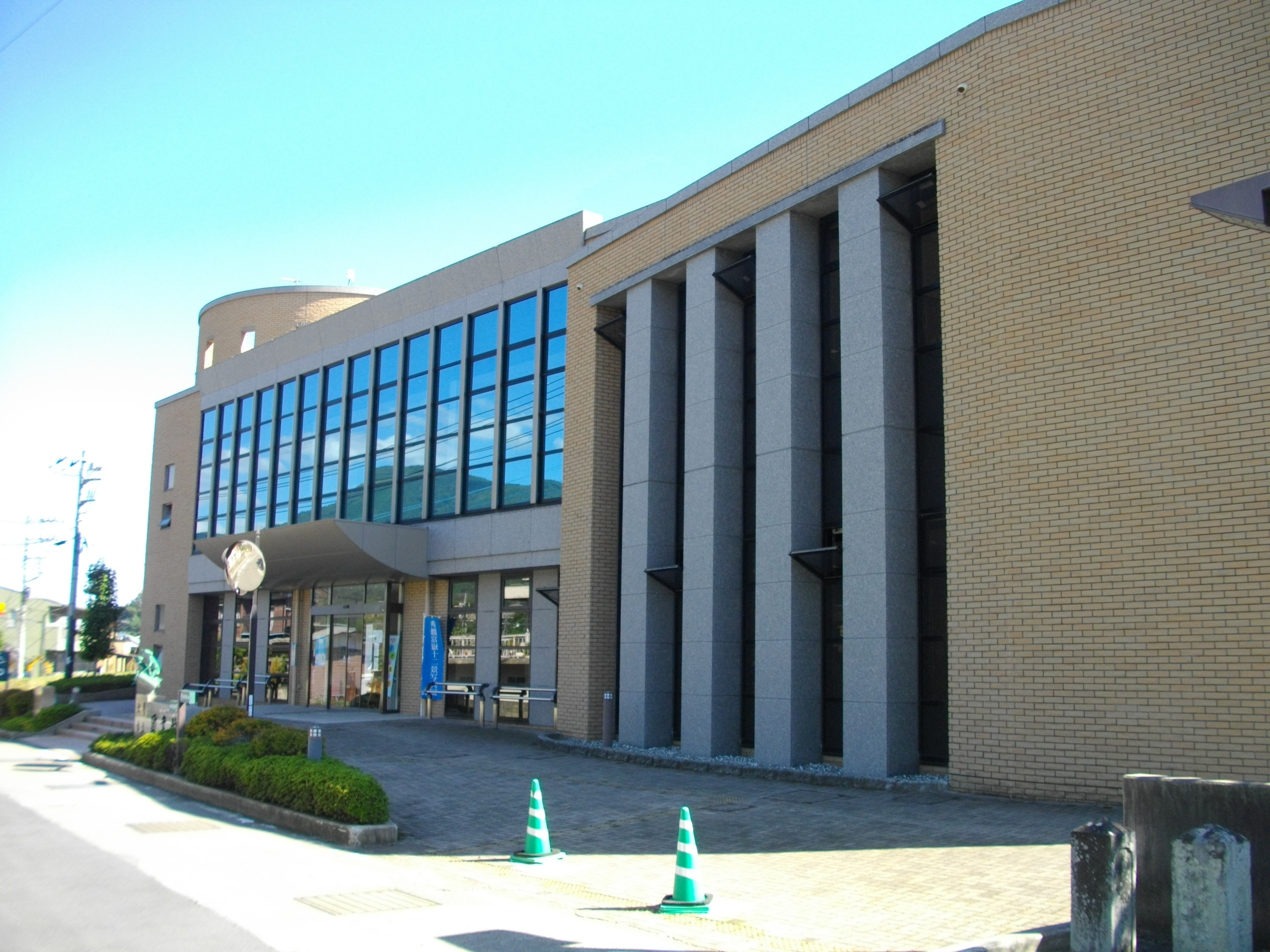
大月市立図書館

- 都留市立図書館
- 大月市立図書館
- 上野原市立図書館
  - 上野原市立図書館秋山分館
- 丹波山村中央公民館図書室
- 小菅村中央公民館図書室

#### 富士五湖

富士吉田市立図書館

- 富士吉田市立図書館
- 山中湖情報創造館
- 富士河口湖町生涯学習館
  - 富士河口湖町生涯学習館大石分館
  - 富士河口湖町生涯学習館河口分館
  - 富士河口湖町生涯学習館上九一色分館
- 鳴沢村中央公民館図書室
- 忍野村立おしの図書館